# Miguel Sánchez Robles
Miguel Sánchez Robles (Caravaca de la Cruz, 25 de junio de 1957). Catedrático de Geografía e Historia y escritor español. "Premio Torrente Ballester" de narrativa 2019, "Premio Tiflos" de novela 2022, Premio "Fray Luis de León" a la Creación Literaria de la Junta de Castilla y León por su novela "Nunca la vida es nuestra", Premio Internacional de poesía "Claudio Rodríguez", "Jaime Gil de Biedma y Alba" y "José Zorrilla", entre otros, y también Premio de Ensayo "Becerro de Bengoa" de la Diputación Foral de Álava. En 2023 ha recibido el Premio Internacional de Poesía Mística "San Juan de la Cruz" por su obra "Confesión de la sed".

## Biografía
Autor de una importante obra literaria original y lírica por la que ha obtenido reconocimientos literarios a nivel nacional e internacional tanto en novela como en relato corto, poesía y ensayo. Premios como el Premio Internacional de Novela "Javier Tomeo" de la Universidad Rey Juan Carlos de Madrid, el "Fray Luis de León" a la Creación Literaria o el "Gabriel Celaya" y "Claudio Rodríguez" de poesía. Su obra, fundamentalmente poética, ha sido reconocida como singular y existencial dentro del panorama de la literatura actual en castellano, a pesar de que sus textos, como indican algunas revistas y críticos literarios, no han tenido aún el reconocimiento que hubieran debido por su original estilo, por su crudeza a ras de suelo y, especialmente, por su alto grado poético.
"“Miguel Sánchez Robles es un escritor y poeta muy apreciado en el panorama literario español, especialmente en el ámbito de la poesía contemporánea y la prosa poética. Sus textos son reconocidos por su estilo lírico, cargados de nostalgia y melancolía, y por su capacidad de capturar las emociones más profundas y universales a través de un lenguaje sencillo pero lleno de imágenes intensas y simbólicas. 
	Algunas razones por las que Sánchez Robles es valorado como un buen escritor: 
- Estilo único y reconocible:
Tiene un estilo muy característico que mezcla la poesía con la narrativa. Su lenguaje está lleno de metáforas que evocan un mundo rural, solitario, y una visión del tiempo y de la vida marcada por la fugacidad y el misterio.
- Profundidad emocional.
- Exploración de la Nostalgia y la Ruralidad:
En su obra, Sánchez Robles retrata con precisión el mundo rural y su atmósfera de aislamiento, lentitud y silencio. La vida de pueblo y el tiempo que parece detenerse en estos espacios son temas recurrentes en sus textos, y los usa para reflexionar sobre la fugacidad de la vida y el valor de la memoria. Con este enfoque, convierte paisajes y detalles cotidianos en metáforas profundas que reflejan la condición humana.
- Elementos de Filosofía Existencial:
En su obra también hay una exploración de temas existenciales: la inevitabilidad de la muerte, el paso del tiempo y el sentido de la vida en medio de lo efímero. Sánchez Robles trata estos temas mediante una profunda observación de lo humano, lo vulnerable, lo que duele y conmueve. Esta inclinación filosófica da a su obra una dimensión casi mística.
- Tonos Melancólicos y el Uso de la Belleza Triste:
Hay una tristeza latente en sus textos, que no es necesariamente pesimista, sino una aceptación de la tristeza como parte natural de la vida. Su obra invita a encontrar la belleza en la imperfección, en lo incompleto, en las historias no contadas. 
- Personajes Marginales y Olvidados
- Premios y Reconocimientos Literarios
A lo largo de su carrera, Sánchez Robles ha sido premiado en numerosos certámenes de poesía y narrativa en España. Estos premios son un testimonio de la calidad de su obra y de la valoración que ha recibido en el ámbito literario. Aunque sus textos a veces son discretos en términos de popularidad, quienes lo descubren suelen encontrar en él una voz auténtica y se convierten en fieles lectores.
- Capacidad de inspirar a nuevos escritores:
Su estilo ha inspirado a muchos autores jóvenes que encuentran en su obra una manera de hablar del mundo rural y de la vida en sus matices más auténticos. Sánchez Robles demuestra que se puede escribir sobre el día a día, sobre el entorno rural o sobre emociones íntimas sin caer en la simpleza o el estereotipo, dotando de dignidad a lo cotidiano.
En conclusión, Miguel Sánchez Robles no solo es un buen escritor; es un autor que profundiza en los elementos esenciales de la vida y la existencia, transformando lo cotidiano en una experiencia literaria rica y emotiva. Para aquellos que disfrutan de la literatura introspectiva y profunda, su obra es una verdadera indagación en el ser humano”.

## Obras
- La voz en los espejos (Cádiz, 1988)
- Un hábito de vida (Almería, 1989)
- Síndrome de tanto esperar tanto (San Sebastián, 1992)
- ¿Dónde andará la vida? (Murcia, 1993)
- Como la noche que nunca amaneciese (Alicante, 1994)
- La perra diecinueve (Alcalá de Henares, 1997)
- El Tiempo y la Sustancia (Barcarola, Albacete 1999)
- Palabras para un tiempo sin respuesta ( A Coruña1999)
- La tristeza del barro (Valladolid 2000)[20]
- Cuento cosas del huésped que me habita (Toledo 2001)
- Plomo en el corazón (Madrid 2002)[21]
- Desecación de la Alegría ( La Coruña, Esquío, 2004)                             -
- Tantos ángeles rotos (Gollarín, Caravaca de la Cruz 2006)[22]
- Donde empieza la nada (Algaida 2008)[23][24]
- El Sentido del Mundo (Diputación Foral de Álava, 2008)[25]
- La vida que nos vive (Universidad de Murcia, 2010)
- Instrucciones para reiniciar un cerebro (Diputación de Soria, 2011)
- Treinta maneras de mirar la lluvia (Editorial Bermhingan, 2012)
- Corazones de cordero (Ediciones Gens, 2012)[26]
- La soledad de los gregarios (El Brocense, Cáceres, 2012)[27]
- Materia Predilecta (Colección Julio Nombela, AAEE, 2013)
- Las Palabras Oscuras (Editorial Hiperión, 2015). Premio Internacional de Poesía Claudio Rodríguez.
- Nunca la Vida es Nuestra (Fundación Siglo, 2015)
- Salvación (Ediciones Gollarín, 2017)
- Muro de escribir cosas que me dicen que existo (Huerga y Fierro Editores, 2017)
- La sucia piel del mundo ( Algaida, 2018).
- El destrozado cielo de los charcos (Cáceres 2019. Premio de Poesía "Cáceres, Patrimonio de la Humanidad").
- "La vida que esperábamos" (Madrid. Editorial Huerga y Fierro 2019. 44º Premio de poesía "Villa de Martorell").
- "Algo pasa en el mundo" (La Coruña. Noviembre 2020. XXXI "Premio Torrente Ballester")
- "Te llamaré Tristeza" (Edhasa. Mayo 2022. XXIV Premio "Tiflos" de novela)
- "Solo vemos la luz" (Reino de Cordelia. Agosto 2022. XL Premio "Ciudad de poesía Ciudad de Badajoz")
- "Veinte palabras para sentirse vivo" (Diputación de Málaga. 2024. Premio de poesía "Salvador Rueda")
- "No sabe del amor quien vuelve vivo" (Villa de Indianos. Madrid. 2025)

## Premios y reconocimientos
Su trayectoria poética está jalonada de galardones y reconocimientos literarios de primer orden. 
- Premios de poesía: "Jaime Gil de Biedma y Alba", "Fundación Jesús Serra", "Gabriel Celaya", “Miguel Hernández”, "Leonor", "Ciudad de Badajoz", "Bienal de León","José Zorrilla", "Cáceres Patrimonio de la Humanidad", “Esquío”, “Barcarola” , “Ciudad de Irún”, "Ciudad de Zaragoza", “Bahía”, “Antonio Oliver Belmás”, “Fundación Colegio del Rey”, "Claudio Rodríguez", “Julio Tovar”, “Rafael Morales”, "Blas de Otero", el "Premio Ciudad de Alcalá de Poesía 1996 y 2013"; y, finalista del XXXVII y XXXVIII "Premio Mundial Fernando Rielo de Poesía Mística" (2017 y 2018), con las obras "Santa Tristeza" y Toda esa sed de Dios que hay en las cosas.[28]
- En narrativa: "UNICAJA", "José Nogales" de la Diputación de Huelva, "Hemingway" (Francia), "Pola de Lena", “Alberto Lista”, "Ciudad de Marbella", “Camilo José Cela (Premios del Tren)”, “Julio Cortázar”, “Fernández Lema”, “Ignacio Aldecoa”, "Concurso Literario de La Felguera", "Gabriel Miró". La Institución cultural el Brocense ha editado su libro de relatos "La soledad de los gregarios", premio de libro de cuentos "Ciudad de Coria".
- En novela: el “Fray Luis de León” a la Creación Literaria dos veces por “La tristeza del barro” y por "Nunca la vida es nuestra", el premio de novela de la Diputación de Córdoba por "Donde empieza la Nada" Editorial Algaida 2008, el Premio Internacional "Javier Tomeo" de la Universidad Rey Juan Carlos por "Corazones de cordero" y ha sido finalista del “Ateneo de Valladolid”. Recientemente ha obtenido el "Premio Torrente Ballester" de narrativa en castellano por su novela "El síndrome de Hybris" (Editada con el título "Algo pasa en el mundo") y el "Premio Tiflos" de novela por "Te llamaré Tristeza" editada en Edhasa/ Castalia.
- En ensayo: el premio "Becerro de Bengoa" de la Diputación Foral de Álava por su libro: "El sentido del mundo".[25]